# Rivière des Aigles (Mékinac)
Pour l’article homonyme, voir Aigle (homonymie).
La rivière des Aigles est un cours d'eau coulant dans le territoire non organisé de Rivière-de-la-Savane, dans la municipalité régionale de comté de Mékinac, dans la région administrative de la Mauricie, au Québec, au Canada.
La "rivière des Aigles" est située en territoire forestier et montagneux. La foresterie a été l'activité économique principale dès le milieu du XIXe siècle. Puis les activités récréo-touristiques ont été mises en valeur au XXe siècle. La surface de la rivière est généralement gelée de la mi-novembre jusqu'à avril ; néanmoins la période de circulation sécuritaire sur la glace est habituellement de la mi-décembre à la fin mars.

## Géographie
Les bassins versants voisins sont :
- au nord, à l'ouest et au sud : versant du lac à la Chienne et des lacs en amont ; ainsi que la rivière à la Chienne dont le versant contourne au trois quarts le lac des Aigles ;
- au sud-est : ruisseau Courbé.

La rivière des Aigles prend sa source au lac des Aigles (longueur : 3,5 km ; largeur de 2,2 km ; altitude : 420 m) situé dans la zec du Chapeau-de-Paille. Ce lac reçoit du côté sud la décharge du "Petit lac des Aigles" (long de 2,1 km ; largeur 2,1 km ; altitude : 429 m), lequel comporte quatre baies. Il reçoit par le nord les eaux de deux petits lacs. Son embouchure située au sud-est suit la décharge longue de 600 mètres, laquelle bifurque vers le nord après avoir recueilli les eaux d'un petit lac sans nom (altitude : 446 m), pour aller se déverser dans le lac des Aigles.
Le lac des Aigles comporte une grande baie du côté nord et une autre du côté ouest. Il reçoit les eaux de deux petits lacs du côté est. Le lac se prolonge par le sud dans un détroit de 3,8 km de longueur (faisant une courbe vers le sud, avant d'orienter vers l'est), jusqu'à son embouchure. Ce détroit et la zone environnante comportent des marécages.
Parcours en aval du lac des Aigles
À partir de l'embouchure du lac des Aigles, la rivière des Aigles descend sur :
- 1,1 km vers le sud-est, jusqu'à un petit ruisseau venant du sud ;
- 0,9 km vers le nord, jusqu'à un petit ruisseau venant du nord ;
- 1,5 km vers le sud-est, en traversant un lac de 0,9 km lequel reçoit du sud-ouest les eaux du lac Hector ; le courant se déverse alors dans la pointe ouest du lac Lee ;
- 1,5 km vers l'est en traversant le lac Lee (altitude : 349 m) dans sa pleine longueur ; un barrage est aménagé à son embouchure à l'extrémité est du lac ;
- 2,5 km vers le sud-est en traversant le lac Désy (long de 2,5 km), lequel comporte deux chûtes. Ce lac est formé par le renflement de la rivière. Ce lac reçoit du côté nord-est la décharge du ruisseau Spectacle, venant du nord, lequel draine les eaux d'une quinzaine de lacs dont : Pansy (altitude : 541 m), de l'Indien (altitude : 463 m), de l'Alouette (altitude : 503 m), Spectacle (458 m), de Prêle (altitude : 453 m) et Pagé (altitude : 374 m). Par la rive ouest, le lac Désy reçoit les eaux de la décharge du lac Alex. À l'extrémité sud, le lac Désy reçoit aussi les eaux de deux ruisseaux.

Parcours en aval du lac Désy
À partir de l'embouchure du lac Désy, la rivière continue de descendre sur :
- 1,6 km vers le sud-ouest, jusqu'à la décharge du lac Bournival (venant de l'ouest) ;
- 1,1 km vers le sud, jusqu'à la décharge du lac Émery (venant de l'est) ;
- 0,7 km vers le sud, jusqu'à la décharge venant de l'ouest de sept lacs dont Craigh (altitude : 378 m), Windfield (altitude : 462 m) et Raynaud (altitude : 437 m) ;
- 2,4 km vers le sud (traversant des zones marécageuses), jusqu'au lac Lefèvre ;
- 2,4 km en traversant le lac Lefèvre sur sa pleine longueur. Ce dernier reçoit à son extrême nord les eaux d'un ruisseau venant du nord-est ; la décharge d'un petit lac (altitude : 373 m) au nord-ouest ; la décharge du lac Lafleur qui se déverse dans le lac Katou, lequel est connexe au lac Lefèvre par le côté ouest de ce dernier. Une chute démarque l'embouchure du lac Lafèvre à l'extrémité sud-est du lac, avec le lac Eugène ;
- 2,6 km en traversant le lac Eugène (altitude : 312 m) sur sa pleine longueur jusqu'au barrage à son embouchure située au sud-est. Ce lac reçoit les eaux du Crique Philippe venant de l'est. Ce crique draine les eaux des lacs Bon Air, Siffleux, Radisson, Perdu, à l'Île, Jumeaux et Philippe (altitude : 488 m ; il est le lac de tête de ce crique).

Parcours en aval du lac Eugène
À partir du barrage de l'embouchure du lac Eugène, la rivière coule sur :
- 1,7 km vers le sud (le parcours courbe ensuite vers l'ouest), jusqu'au lac Arcand (altitude : 289 m). Dans ce segment, la rivière recueille les eaux de la décharge du lac Bill (altitude : 364 m) ;
- 3,1 km vers le sud-est en traversant le lac Arcand sur sa pleine longueur. Ce lac se termine par une baie de 360 m de longueur, où un barrage est érigé à l'embouchure du lac ;
- 1,6 km vers le sud-est, puis vers l'est, jusqu'à l'embouchure d'un ruisseau venant du nord ;
- 1,4 km vers l'est, jusqu'à la rive nord de la rivière Matawin, face à la limite nord du Parc national de la Mauricie. L'embouchure de la rivière des Aigles est située entre le rapide des Aigles et le rapide Lapointe sur la rivière Matawin[2].

## Toponymie
Les deux hydronymes lac des Aigles et Petit lac des Aigles figurent sur une carte datée de 1943. Ces deux hydronymes évoquent l'un des plus grands oiseaux de proie diurnes, apparenté aux Accipitridés. Cet oiseau se distingue par son bec fortement crochu, aux pattes puissantes et munies de serres incurvées.
Selon la Commission de toponymie du Québec, une centaine de toponymes Aigle et Eagle (en plus des désignations amérindiennes et inuites de ce nom), ont été répertoriés et officialisés sur son territoire de juridiction. Les toponymes Cap-à-l'Aigle, ex-municipalité fusionné à La Malbaie dans Charlevoix, et Lac-des-Aigles dans le Bas-Saint-Laurent. Six rivières portant cette dénomination ont été répertoriées dont deux dans la municipalité de Baie-James dans le nord québécois ; et aussi dans Gatineau, Mauricie, Témiscouata et Lac-Saint-Jean-Ouest. Parmi les 32 lacs comportant le terme Aigle ou Eagle dans le nom, 28 sont officiels et les 4 autres ont changé de nom. Six entités utilisent Nid d'Aigle dans leur désignation.
Le toponyme rivière des Aigles a été officialisé le 5 décembre 1968 à la Banque des noms de lieux de la Commission de toponymie du Québec.